# Французское сообщество Бельгии
Францу́зское соо́бщество Бе́льгии (фр. Communauté française de Belgique) — одно из трёх языковых сообществ Бельгии наряду с фламандским и немецкоязычным сообществами. Французское сообщество включает Валлонию с населением около 4,2 млн человек, исключая лишь восточные районы, где говорят по-немецки, и Брюссельский столичный регион (фр. Région Bruxelles-Capitale) с населением 1,1 млн человек. Площадь территории составляет 16 151 км².

## Название
Официальное название сообщества вызывает множество нареканий, так как оно не вполне соответствует сути: нынешнее название буквально означает «сообщество живущих в Бельгии французов». Более правильным названием было бы «Франкоязычное сообщество». Правительство сообщества чаще называет его «Сообщество Валлонии и Брюсселя» (фр. Communauté Wallonie-Bruxelles), однако это название не зафиксировано в законодательстве и тоже не вполне соответствует действительности, так как на территории Валлонии расположен немецкоязычный регион, на который полномочия Французского сообщества не распространяются, а на территории Брюсселя, кроме Французского, действует также Фламандское сообщество. Попытки утвердить новое название, предпринятые в мае 2011 года, встретили сопротивление ввиду указанных причин.

## Полномочия
Сообщество имеет следующие полномочия:
- образование (за исключением присвоения учёных степеней)
- культура и языковые вопросы
- франкоязычное теле- и радиовещание
- спорт
- здравоохранение
- молодёжная политика

Территориально к Французскому сообществу относится Валлония (за исключением немецкоязычных районов) и Брюссельский столичный регион. В то же время на территории Брюсселя полномочия Французского сообщества распространяются только на франкоязычные учреждения, а нидерландскоязычные учреждения являются зоной ответственности Фламандского (нидерландскоязычного) сообщества.

## Правительство и парламент
Французское сообщество независимо от Валлонского региона (в отличие от Фламандского сообщества, которое объединено с Фламандским регионом). Французское сообщество имеет свой парламент (фр. Parlement de la Communauté française de Belgique), состоящий из 94 депутатов. Депутаты парламента сообщества не избираются специально; ими по совместительству являются 73 из 75 депутатов парламента Валлонии (за исключением двух его германоязычных депутатов, вместо которых мандаты в парламенте Французского сообщества получают франкоязычные члены тех же партий) и 19 (из 72) франкоязычных членов парламента Брюссельского столичного региона, избираемых его депутатами из своих рядов. Сообщество также имеет своё правительство. Министр-президент — Руди Демотт (с марта 2008).
В отличие от Валлонии, чьей столицей является Намюр, столицей Французского сообщества считается Брюссель, в котором расположены его органы власти.